# Violetta Ferrari

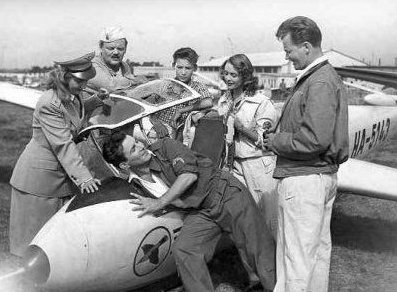
Violetta Ferrari (Mitte) im Film
2 × 2 ist manchmal 5 (1954)

Violetta Ferrari (* 25. April 1930 in Hódmezővásárhely; † 23. Januar 2014 in Budapest) war eine ungarische Schauspielerin und Sängerin.

## Leben und Wirken
Violetta Ferrari war die Tochter eines italienischen Soldaten, der nach dem Ersten Weltkrieg in Ungarn blieb. In Budapest absolvierte die junge Violetta eine Schauspielausbildung an der dortigen Schauspiel-Akademie. Es folgte ein dreijähriges Engagement am Nationaltheater der ungarischen Hauptstadt. Außerdem wirkte sie als Schauspielerin und Sängerin in mehreren Filmen ihres Heimatlandes mit und galt in den 1950er Jahren als eine der populärsten jungen Filmschönheiten, u. a. in Streifen mit Imre Soós, als dessen „große Liebe“ sie galt.
Ferrari flüchtete zusammen mit ihrem Mann nach dem von der Sowjetunion niedergeschlagenen Volksaufstand (1956) aus ihrer Heimat in die Bundesrepublik Deutschland. Bald erhielt sie ein Engagement im Kleinen Theater im Zoo in Frankfurt am Main. Weitere Bühnenstationen waren unter anderem die Berliner Komödie, die Komödie Düsseldorf, das Ernst-Deutsch-Theater in Hamburg, die Münchner Kammerspiele, das Theater an der Wien, das Theater am Dom in Köln, die Festspiele Bad Hersfeld, das Theater Die Kleine Freiheit in München und Tourneen.
Im deutschsprachigen Raum wurde sie durch Rollen in einigen Heimatfilmen der späten 1950er und frühen 1960er Jahre bekannt. Ferner sang sie auch einige Schlager. Mit Es muß die Liebe sein erreichte sie bei den Deutschen Schlager-Festspielen 1964 den 12. (letzten) Platz.
Violetta Ferrari spielte zudem vielmals in Musicals, so z. B. in München und Wien, etwa die Sally Bowles in Cabaret oder die Titelrolle in Irma la Douce. Am Staatstheater am Gärtnerplatz brillierte sie 1967 als Penny in dem Musical Millionen für Penny.
Von ihren vielen Fernsehproduktionen beeindruckte sie vor allem als blindes Mädchen in Johnny Belinda mit Hellmut Lange.
Als Synchronsprecherin lieh sie u. a. Lea Massari (Allonsafan) ihre Stimme.

## Privatleben
Die Künstlerin heiratete 1949 ihren Schauspielerkollegen Lajos Básti, von dem sie sich 1954 scheiden ließ. In zweiter Ehe war sie mit einem ungarischen Diplom-Ingenieur verheiratet. Aus der Ehe, die 1973 ebenfalls in Scheidung endete, gingen zwei Söhne hervor.
1997 kehrte sie endgültig in ihre Heimat Ungarn zurück, wo sie auch starb.

## Diskografie (Auswahl)

### Single
- Weil ich dich liebe/Nur der Charlie will mich küssen, Label: Decca
- Für’s erste Mal/Du kommst ja wieder, Label: Decca
- Die Welt ist doch für alle da/Einmal möcht’ ich erwachen, Label: Decca
- Du kennst ja mich/Für’s Erste, Label: Decca
- Schwarze Erde und du/Wenn die Mohnfelder blühn, Label: Decca

### LP
- Millionen für Penny, Label: Edition Esplande oHG, Hamburg

## Filmografie (Auswahl)
- 1950: Dalolva szép az élet (Singend ist das Leben schön)
- 1951: Civil a pályán (deutscher Verleihtitel: 2:0 für Marika)
- 1953: Föltámadott a tenger
- 1954: 2x2 néha 5 (2x2 ist manchmal 5)
- 1955: Der Fall Judith B.
- 1958: Scala – total verrückt
- 1959: Paprika
- 1959: Laß mich am Sonntag nicht allein
- 1960: Scheidungsgrund: Liebe
- 1961: Johnny Belinda (Fernsehen)
- 1962: Nie hab ich nie gesagt (Fernsehen)
- 1962: Der Pastor mit der Jazztrompete
- 1964: Ein Engel namens Schmidt (Fernsehen)
- 1965: Herr Kayser und die Nachtigall
- 1965: Geisterkomödie – Eine unwahrscheinliche Komödie
- 1966: Stoppt die Welt – ich möchte aussteigen (Fernsehen)
- 1968: Bel Ami (Fernsehen)
- 1969: Die Reise nach Tilsit (Fernsehen)
- 1970: Ein ruhiges Heim (Fernsehkurzfilm)
- 1970: Der schwarze Graf (Fernsehserie)
- 1970: Dem Täter auf der Spur: Puppen reden nicht (Fernsehreihe)
- 1983: Konrad oder Das Kind aus der Konservenbüchse